# Omar Aziz
Omar Aziz (18 février 1949 - 16 février 2013), également connu sous le pseudonyme ou kunya, Abu Kamel, était un anarchiste, intellectuel et révolutionnaire syrien. Il est connu pour son rôle dans les comités locaux de coordination en Syrie qui ont émergé au début de la guerre civile syrienne et pour ses écrits prônant l'autogestion,,.

## Biographie
Omar Aziz est né dans une famille aisée de Damas en 1949. Sa mère Bourane Tarazi, a été la première femme avocate en Syrie et était militante pour l'émancipation pendant le mandat français puis après l'indépendance. Il a étudié l'économie à l'Université de Grenoble et a ensuite travaillé dans le secteur des technologies de l'information en Arabie Saoudite et aux États-Unis. Il était marié et avait trois enfants.

## Activités politiques
Omar Aziz retourne en Syrie peu après le déclenchement de la révolution syrienne en 2011 et s'est rapidement impliqué dans l'organisation des comités locaux qui résistaient au gouvernement,.
Malgré son âge et son état de santé, il travaille activement avec la population locale et s'implique dans la distribution de l'aide humanitaire. Au cours de son engagement, Aziz constate une division de travail entre les activités révolutionnaires et les activités quotidiennes, comme le logement, l'accès à la nourriture, à l'eau et à l'énergie, ou encore les activités de solidarité avec les personnes détenues dans les prisons du régime et à leur famille,,. Pour lui, il n'y a pas de sens à vouloir manifester pour la fin du régime Assad en restant dans des structures autoritaires et hiérarchiques imposées par l'État. Il théorise alors les conseils locaux permettant de relier ces deux types d'activités, où les activités révolutionnaires s'insèrent dans tous les aspects de la vie.
En novembre 2011, il publie un projet d'auto-organisation intitulé « La formation des conseils locaux »,, où il s'inspire des idées de Rosa Luxemburg sur "l'auto-gouvernement des masses",,. Il pensait qu’une révolution sociale pouvait être enclenchée en Syrie en construisant au fur et à mesure des communes autonomes, auto-gérées, reliées entre elles par un réseau de coopération et d’entraide et remplaçant l’État,,,. Certains des éléments des conseils locaux théorisés par Aziz se reflètent dans les structures de l'Administration autonome du nord et de l'est de la Syrie (également connue sous le nom de Rojava), créée en 2013.
Aziz s'est personnellement impliqué dans la création de quatre conseils dans les banlieues de Damas, le premier étant à Barzeh,, ou Al-Zabadani,, où chrétiens et sunnites élurent ensemble un président. Le 17 octobre 2012, il contribue à établir un conseil à Darayya, un important centre de résistance politique qui avait été le théâtre d’un massacre de ses habitants perpétré par les forces gouvernementales l'été de la même année. Cent vingts membres élisent un exécutif tous les six mois, et les représentants et porte-paroles sont élus démocratiquement.

### Décès
Le 20 novembre, Aziz est arrêté à son domicile à Mezzeh par des membres de la Direction du renseignement de l'armée de l'air. Avant sa mort, il compare les comités locaux à la Commune de Paris:
« Nous avons fait mieux que la Commune de Paris, qui a résisté 70 jours. Cela fait un an et demi et nous tenons toujours. »
— Omar Aziz
Il est détenu à la prison de Mezzeh jusqu’au 12 février 2013, date à laquelle il est transféré à la prison d’Adra. Selon un témoin présent dans la prison, son état physique s'était gravement détérioré. Il est décédé le 16 février, peu de temps après avoir été envoyé en soins à l'hôpital militaire de Harasta.

## Héritage
Les conseils locaux essaimèrent en Syrie entre 2012 et 2016. En 2016, on estimait à près de 400 le nombre de conseils locaux, qui prenaient en charge les services essentielles à la population et élisaient par consensus leurs représentants, constituant ainsi une alternative à l'État,,,.
Les attaques des forces pro-Assad et des leurs alliés ciblèrent les infrastructures publiques sur le territoire des conseils locaux, telles que les hôpitaux, les écoles et les boulangeries,. Le conseil de Daraya, dans lequel Aziz avait été directement impliqué, tombe aux mains des forces pro-Assad en août 2016,.